# Olkusz (gmina)
Olkusz est une gmina mixte du powiat d'Olkusz, Petite-Pologne, dans le sud de Pologne. Son siège est la ville d'Olkusz, qui se situe environ 37 km au nord-ouest de la capitale régionale Cracovie.
La gmina couvre une superficie de 150,66 km2 pour une population de 50 289 habitants.

## Géographie
Outre la ville d' Olkusz, la gmina inclut les villages de Bogucin Mały, Braciejówka, Gorenice, Kogutek Kosmołowski, Kosmolów, Niesułowice, Olewin, Osiek, Pazurek, Podlesie, Rabsztyn, Sieniczno, Troks, Wiśliczka, Witeradów, Zawada, Zederman, Zimnodół et Żurada.
La gmina borde la ville de Bukowno et les gminy de Bolesław, Jerzmanowice-Przeginia, Klucze, Krzeszowice, Sułoszowa, Trzebinia, Trzyciąż et Wolbrom.